# Juste et Rufine
Pour les articles homonymes, voir Juste, Saint Juste, Santa Justa et Rufine.
Juste et Rufine (prénommées Justa et Rufina en espagnol) furent deux sœurs nées à Séville (Espagne), respectivement en 268 et 270, et mortes toutes deux en 287. Elles sont saintes des Églises catholique et orthodoxe. Elles sont fêtées le 19 juillet par l'Église orthodoxe orientale et en Espagne, sauf à Séville, où on les fête le 17 juillet comme dans l'ensemble de l'Église.

## Histoire de leur vie selon la tradition chrétienne

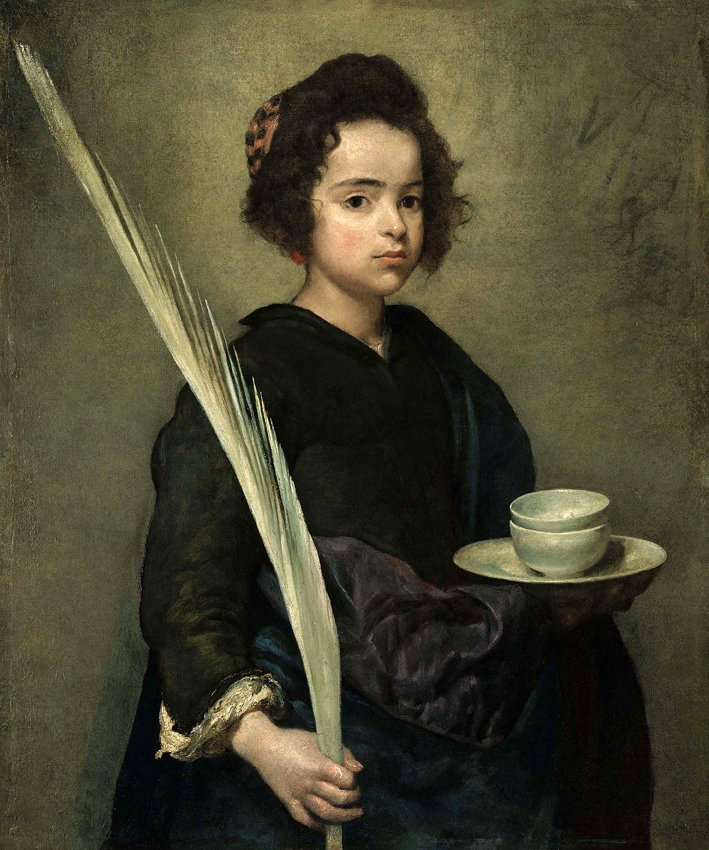
Sainte Rufine, tableau de Diego Vélasquez (Séville, Centre Velázquez, Fondation Focus-Abengoa).

Nées à Séville, d'une famille modeste possédant de fortes convictions chrétiennes, Juste et Rufine devinrent potières. Elles vécurent sous la domination de l'Empire romain. En cette époque païenne, les deux sœurs dédièrent leur temps à apporter à leur prochain la connaissance de l'Évangile.
Chaque année avait lieu une fête en l'honneur de Vénus, pendant laquelle était commémorée la mort d'Adonis. À cette occasion, les païens parcouraient les rues pour demander l'aumône afin de financer la cérémonie. Les deux sœurs refusèrent de leur donner l'argent demandé, estimant que le but de leur quête était contraire à leur foi. En outre, elles décidèrent de réduire en miettes une représentation de la déesse, provoquant la colère de ses fidèles qui se jetèrent sur elles.
Le préfet de Séville, Diogeniano, ordonna qu'elles soient emprisonnées, les encourageant à abandonner leurs croyances chrétiennes si elles ne voulaient pas subir le martyre. Juste et Rufine refusèrent, malgré les menaces. Elles furent donc écartelées sur un chevalet avant d'être torturées avec des crochets de fer. Diogeniano espérait que ce traitement serait suffisant pour les faire renier leur foi chrétienne, mais elles supportèrent la torture. Voyant que le châtiment était sans effet, le préfet les enferma sans eau ni nourriture dans un cachot. Elles durent ensuite marcher pieds nus jusqu'à la Sierra Morena, une chaîne montagneuse du sud de l'Espagne. À nouveau, Juste et Rufine survécurent à l'épreuve. Elles furent donc à nouveau enfermées et la première des deux sœurs à mourir, de faim et de soif, fut Juste. Son corps fut jeté dans un puits avant d'être repêché par l'évêque Sabino.
Une fois Juste morte, Diogeniano crut que Rufine abandonnerait plus facilement sa foi, mais ce ne fut pas le cas. Il décida donc de la jeter dans les arènes pour la faire dévorer par un lion. Selon la légende, le lion s'approcha de Rufine et lui lécha les vêtements. Le préfet la fit alors égorger et fit brûler son corps. Comme pour Juste avant elle, l'évêque Sabino récupéra ses restes et les enterra près de ceux de sa sœur. C'était en l'an 287.

## Canonisation
Vu leur extraordinaire ferveur chrétienne, elles furent canonisées. Elles devinrent patronnes de Séville et des corporations des potiers et des faïenciers. Elles sont également vénérées comme patronnes d'autres localités, comme Orihuela, dans la province d'Alicante : selon la légende, les deux saintes y seraient apparues, sous la forme de deux lumières, au-dessus des montagnes, après la victoire des chrétiens sur les musulmans. Elles sont également les patronnes de Payo de Ojeda (dans la province de Palencia), de Huete (province de Cuenca) et de Maluenda (province de Saragosse).

## Vénération à Séville
Les saintes Juste et Rufine sont spécialement vénérées à Séville. La tradition en fait les protectrices de la Giralda et de la cathédrale, considérant que, par des prières d'intercession, elles les protégèrent lors des séismes de 1504, de 1655 et de 1755. Ainsi, elles sont habituellement représentées avec la Giralda, portant des palmes (attribut des martyrs dans l'iconographie chrétienne) et des objets d'argile (en référence à leur métier de potières). Dans la cathédrale, l'autel le plus proche de la Giralda est dédié aux deux saintes ; on y trouve des sculptures les représentant, issues de l'église du Divin Sauveur et qui furent réalisées par Pedro Duque y Cornejo en 1728. Une chapelle leur est également dédiée dans l'Église Sainte-Anne de Triana et elles possèdent une statue à leur effigie au-dessus de la chapelle du Carmel de Triana.
Elles sont traditionnellement célébrées le 19 juillet en Espagne, et le 17 juillet à Séville comme pour l'ensemble de l'Église
En France, un village du département de la Moselle porte le nom de Sainte-Ruffine.

## Galerie

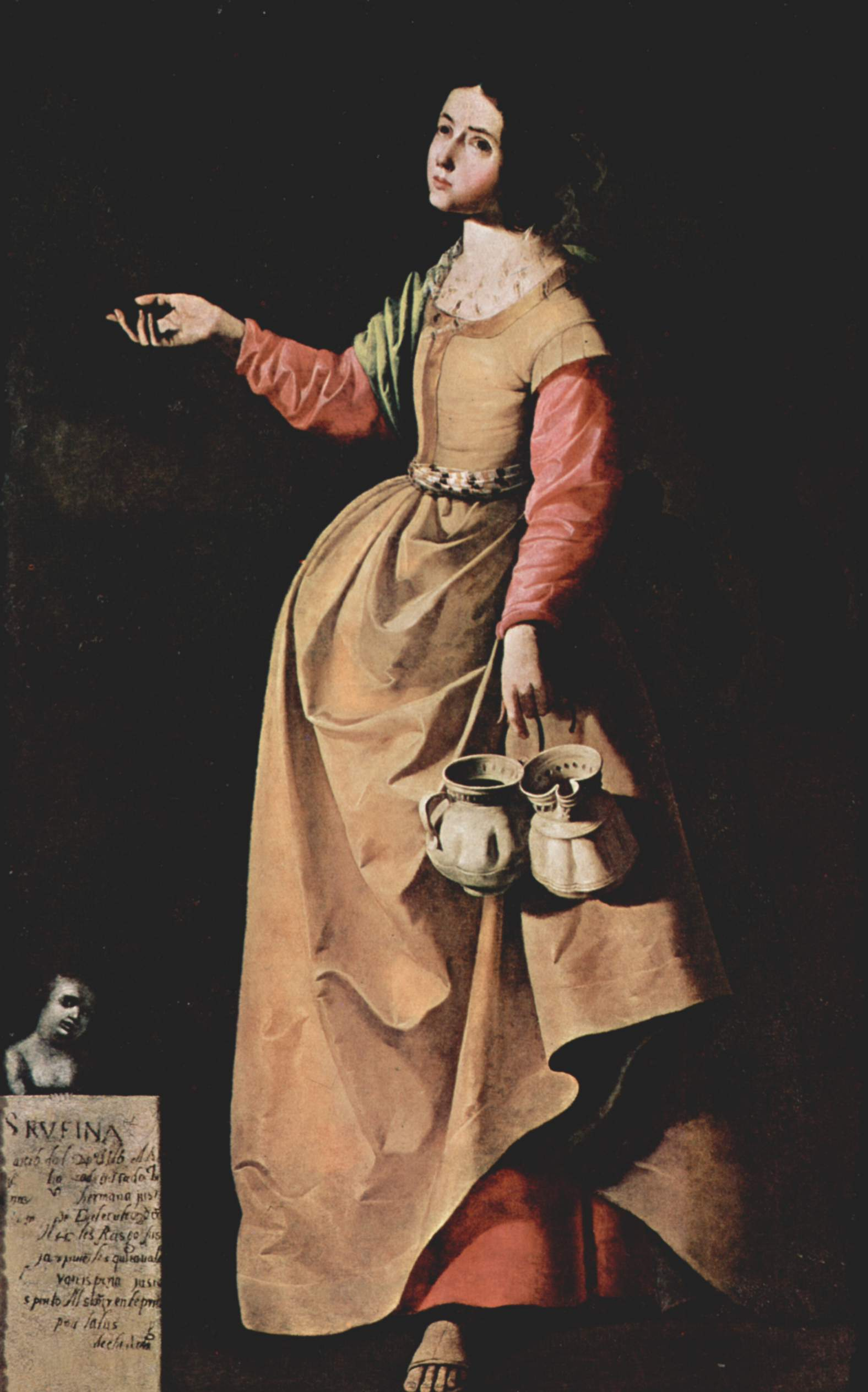
Sainte Rufine peinte par Francisco de Zurbarán
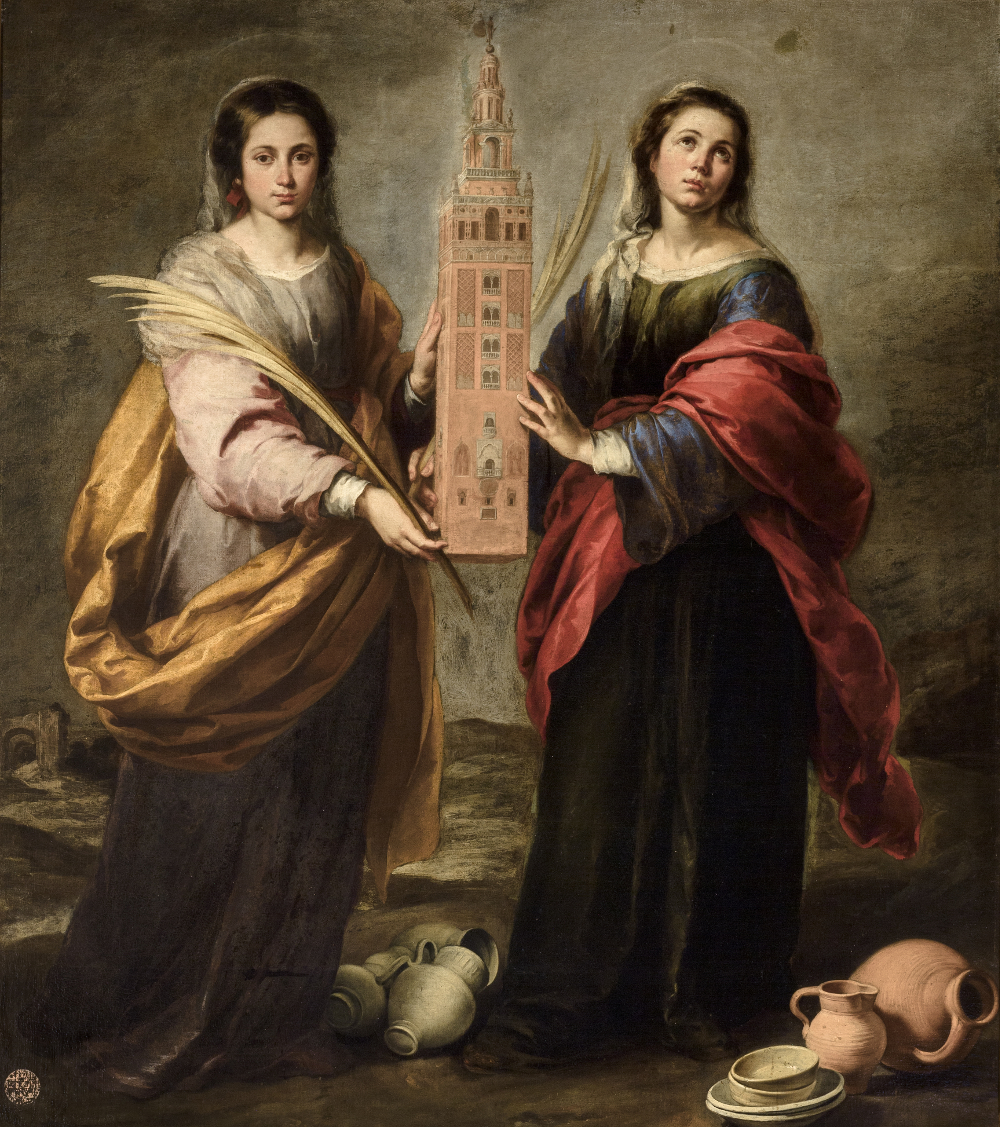
Saintes Juste et Rufine par Bartolomé Esteban Murillo
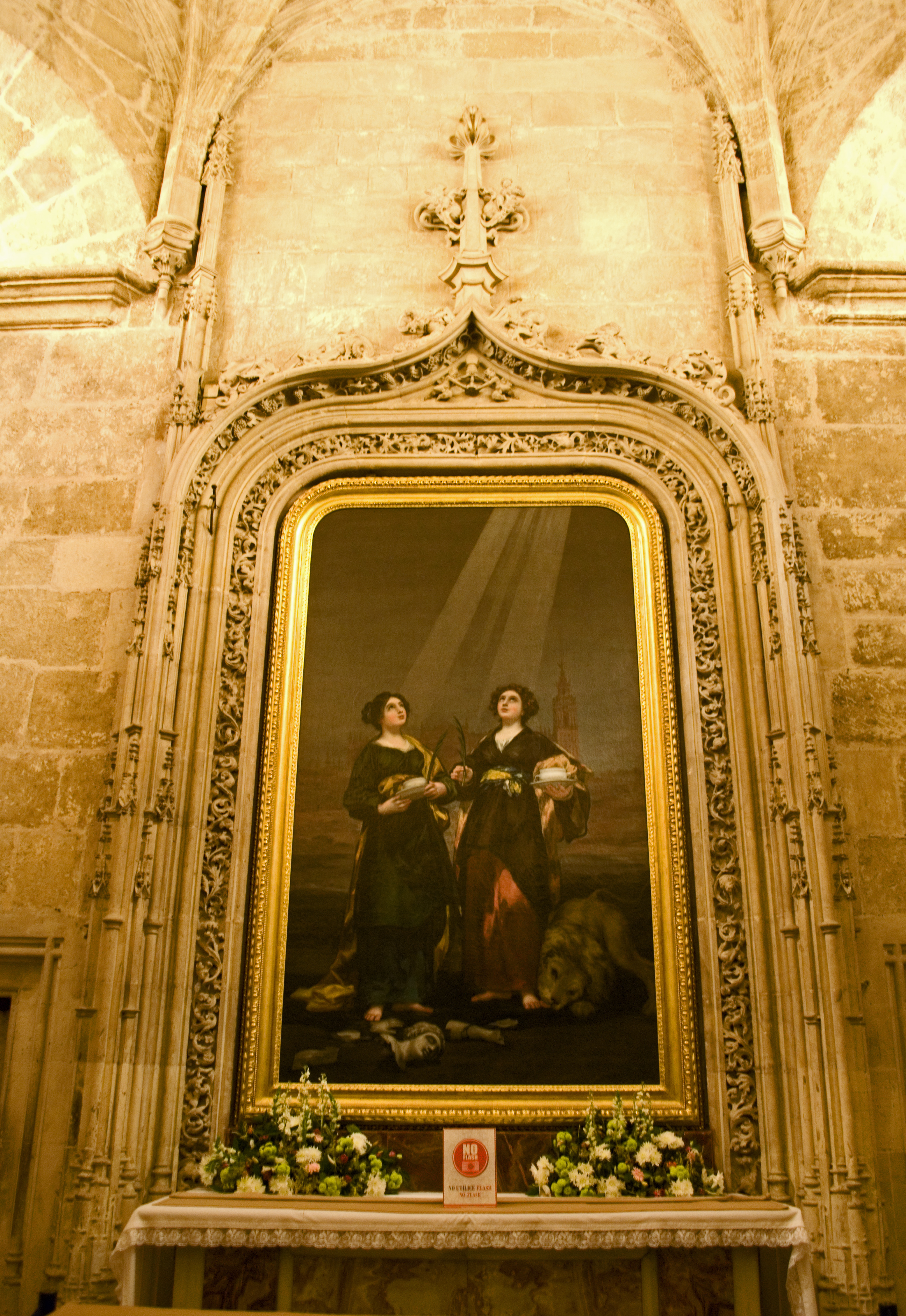
Saintes Juste et Rufine par Francisco de Goya
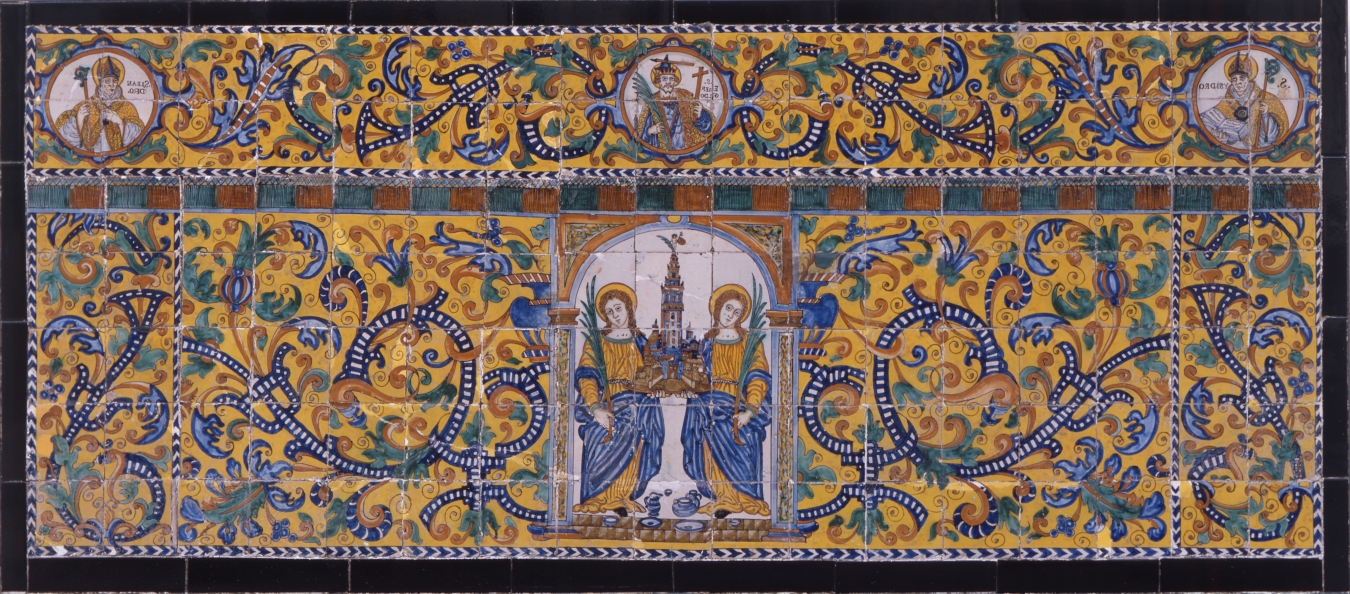
Céramique de Ceramica de 1600 de Hernando de Valladares représentant les saintes Juste et Rufine (musée des beaux-arts de Séville)
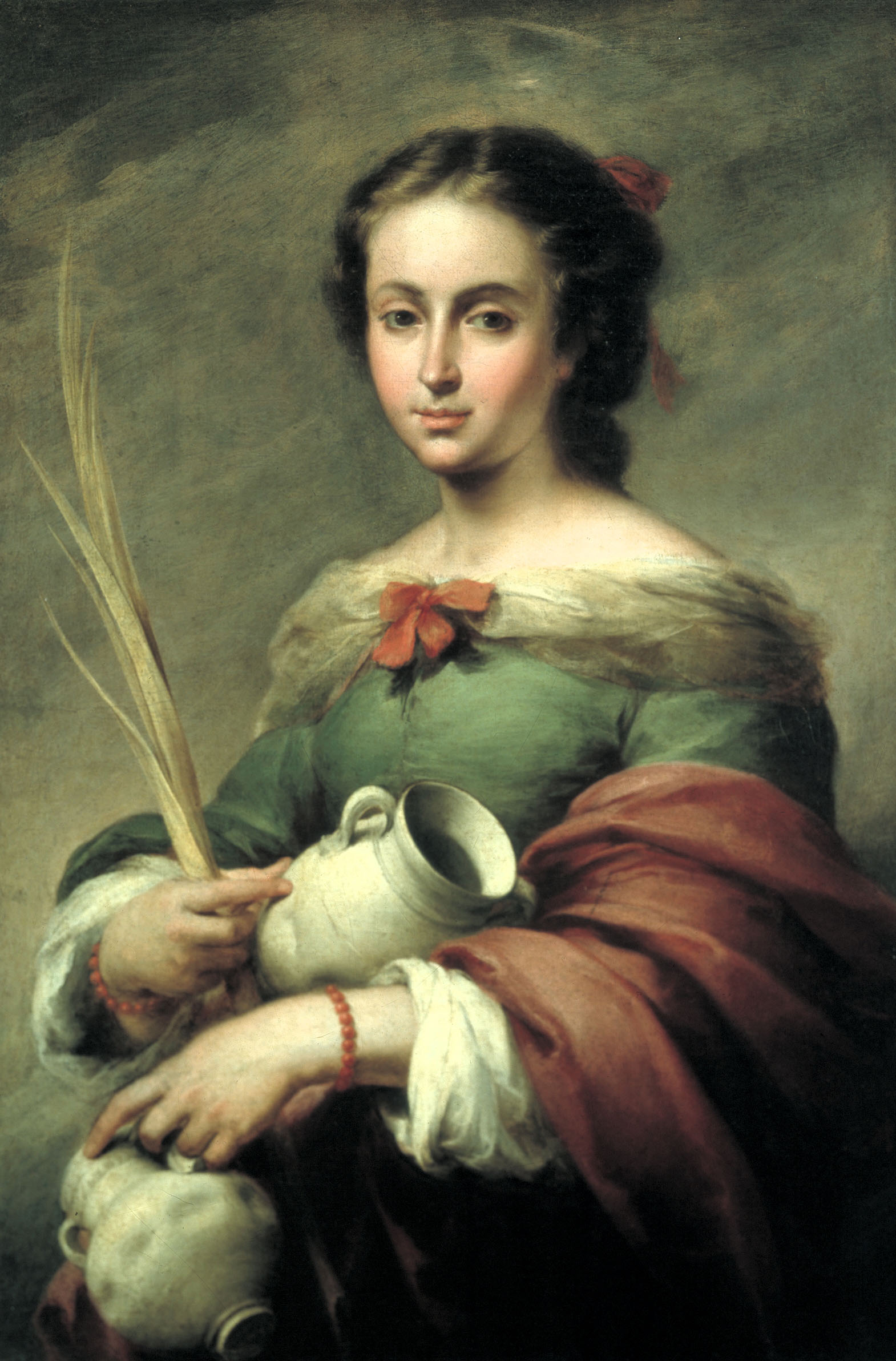
Sainte Rufine par Bartolomé Esteban Murillo
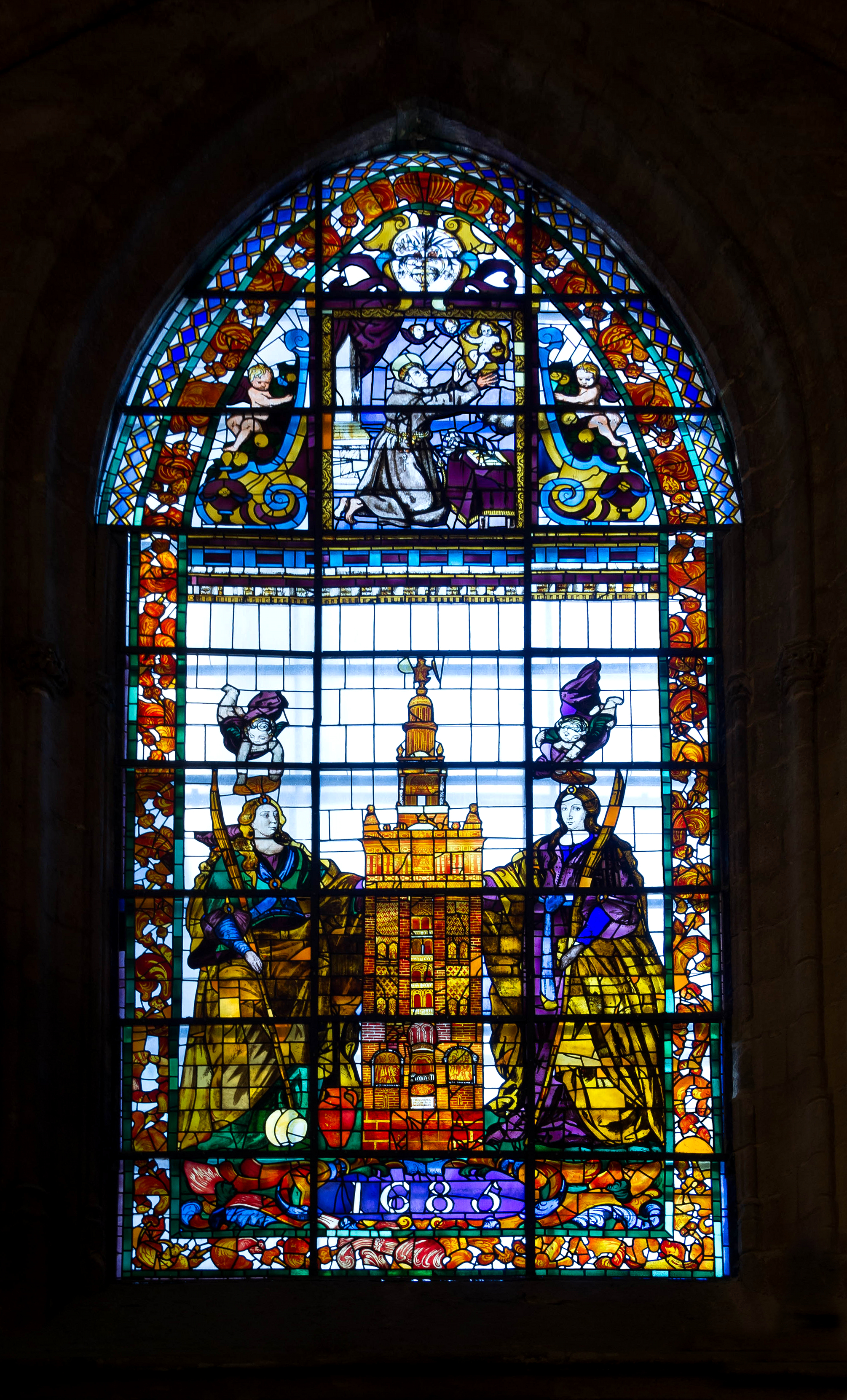
Vitrail dans la cathédrale de Séville, 1685